# Armfeltska konspirationen

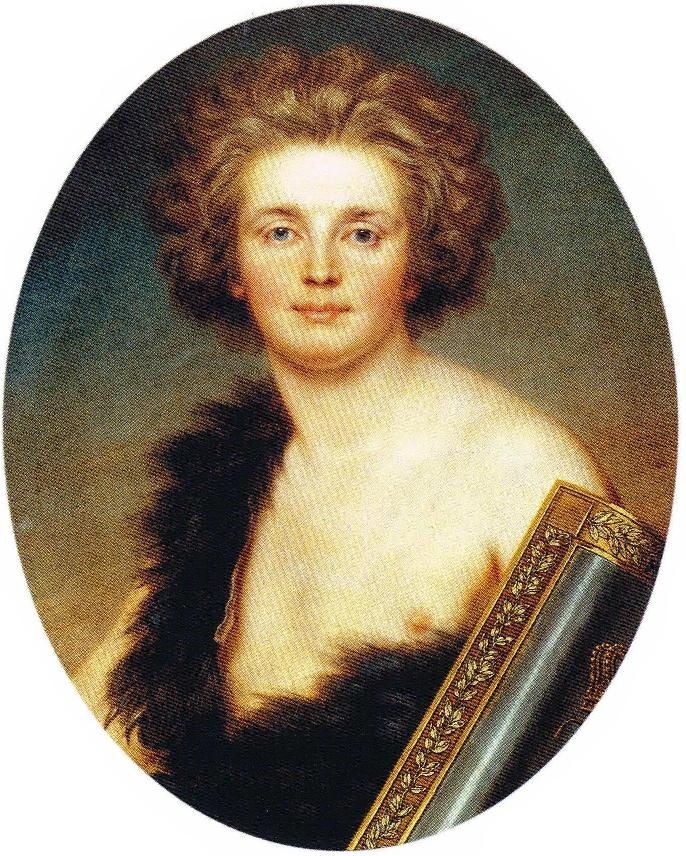
Gustaf Mauritz Armfelt, målad av Adolf Ulrik Wertmüller.

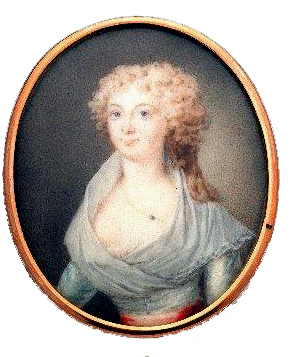
Magdalena Charlotta Rudenschöld.

Armfeltska konspirationen var en svensk sammansvärjning med syfte att avsätta Gustav IV Adolfs förmyndarregering, bestående av hertig Karl och Gustaf Adolf Reuterholm, och ersätta den med en ny under ledning av Gustaf Mauritz Armfelt med ryskt stöd. Komplotten avslöjades och förhindrades 1793. 

## Bakgrund
Efter Gustav III:s död var Armfelt ledande i den grupp av oppositionella gustavianer som var kritiska mot Gustaf Adolf Reuterholm, den starke mannen i förmyndarregeringen för Gustav IV Adolf. Reuterholm utnämnde 1792 Armfelt till minister i Neapel, vilket var ett sätt att förpassa honom långt från händelsernas centrum. Den förbittrade Armfelt ansåg att förmyndarregeringen stred mot Gustav III:s sista vilja och hade lösa planer på att störta Reuterholm. 
År 1793 smidde Armfelt, som då vistades utomlands, planer på att störta Reuterholm med ryska flottans hjälp och själv ta plats i förmyndarregeringen i en sammansvärjning känd som Armfeltska konspirationen. Revolutionsplanen gick i korthet ut på att med hjälp av ryska påtryckningar tvinga fram en regimförändring och tillsätta en ny regering där den ännu omyndige kronprinsen skulle ha inflytande. Armfelt beskrev sina planer och sin upprördhet över Reuterholms regerande i brevkorrespondens med bland andra Magdalena Rudenschöld och Johan Albrekt Ehrenström.  

## Komplotten
Rudenschöld ville ha Armfelt tillbaka till Sverige och fortsätta deras relation. Hon var ingen passiv assistent till Armfelt, utan agerade som hans ombud i Sverige och som centralfigur för konspiratörerna där. Han fick Rudenschöld att fungera som agent till sina anhängare, den unge kungen och den ryska ambassaden. Hon utförde åtminstone ett av dessa uppdrag. Planen gick ut på att utverka någon form av tillstånd från den omyndige kungen, Gustav IV Adolf, att avsätta hans förmyndarregering. Detta tillstånd skulle sedan vidarebefordras till Ryssland, där det kunde rättfärdiga ryskt militärt stöd för kuppmakarna i Stockholm. Med hjälp av ryskt militärt stöd, skulle sedan gruppen kring Rudenschöld avsätta förmyndarregeringen och installera en ny, där Armfelt skulle få del. Armfelt lovade också att gifta sig med Rudenschöld då han återvände till Sverige efter lyckad kupp. Magdalena Rudenschöld försökte vid åtminstone två tillfällen, en gång personligen på en bal, en gång via en mellanhand, lämna fram ett brev till den omyndige kungen, där han ombads ge Armfelt sitt godkännande till att vidta åtgärder för kungens "säkerhet". Vid tidpunkten för arresteringen, hade dock gruppen misslyckats med att utverka ett sådant tillstånd.
Armfelt gav dock inte upp tanken på ett ingripande från den ryska kejsarinnan. Han utarbetade till och med en plan som gick ut på att Katarina II skulle låta en rysk flotta visa sig utanför Stockholm och på så sätt skrämma hertigen att avlägsna Reuterholm samt återinsätta gustavianerna i regeringen. Denna plan framfördes till Katarina dels från Armfelt själv genom ryske ministern i Wien, dels från Magdalena Rudenschöld, som kontaktade den ryske ambassadören Stackelberg och av honom begärde pengar för att muta hertig Karl. Rudenschöld övertalade sin beundrare, den finske översten Johan Fredrik Aminoff, att lova åta sig en beskickning till Ryssland.
För övrigt fanns i korrespondensen mellan Armfelt och hans vänner många lösa hugskott, som att man skulle kalla dalkarlarna till vapen och förmå den unge kungen att fly till Sankt Petersburg. Det hela gick emellertid upp i rök då det visade sig att Katarina II inte ville vara med. Hon hade nämligen numera nästan hela sin uppmärksamhet riktad på Polen.

## Avslöjande
Genom ett omfattande spionnätverk upptäckte Reuterholm planerna. Av särskild hjälp var Armfelts medarbetare i Italien Johan Claes Lagersvärd Reuterholm. Armfelts brevväxling kom i händerna på Reuterholm genom mutor till postmästaren i Hamburg, där all post till Sverige passerade. Då Reuterholm i december inledde sin aktion mot konspirationen arresterades Rudenschöld som en av de första inblandade natten 18 december 1793. Hon hade bränt flera papper men bland hennes brev fann man en del kärleksbrev från hertig Karl. Samma dag greps även förutvarande kungl sekreteraren Johan Albrecht Ehrenström, dennes bror överstelöjtnant Nils Fredrik Ehrenström och några andra.
Armfelt själv lyckades Reuterholm däremot inte komma åt. En officer, som förde befälet på ett svenskt krigsfartyg på Medelhavet, fick i uppdrag att häkta honom och begav sig därför till Neapel, där Armfelt bodde. Men neapolitanska hovet vägrade att utlämna den svenske ambassadören, och drottning Maria Karolina beredde honom tillfälle att fly till Ryssland.
Den 22 juli 1794 dömde Svea hovrätt Armfelt, Rudenschöld samt Johan Albrecht Ehrenström till döden (till förlust av liv, ära och gods). Målet gick vidare till Högsta domstolen, som dömde Armfelt, Ehrenström, Aminoff och Rudenschöld såsom landsförrädare till förlust av liv, ära och gods. Hertigen benådade dock alla utom Armfelt till livet, men Rudenschöld och Ehrenström skulle schavotteras och därefter spärras in på livstid. Även Aminoffs straff mildrades till livstids fängelse.
När hovrättsdomen föll hade Armfelt redan satt sig i säkerhet i Kaluga i Ryssland, där han var förvisad av Katarina II 1794–1797. Armfelt bodde bland annat i Dresden och Berlin 1797–1799 och i hertigens av Kurland familj i Schlesien och Böhmen 1799–1802 innan han kunde återvända till Sverige.
På midsommaraftonen 1796 återskänkte hertig Karl – "av gunst och nåde" – Magdalena Rudenschöld namn och ära och gav henne tillstånd att bo på Gotland. Ehrenström benådades år 1800 och frigavs helt. Han återfick sitt adelskap och fick även en kunglig gåva på 1 500 riksdaler. Aminoff benådades också när Gustav IV Adolf uppnått myndighetsålder och övertagit rikets styrelse. Det blev en av kungens första regeringshandlingar att förklara fången återinsatt i sina förra rättigheter och värdigheter.